# Węglewice (Wieruszów)
Pour les articles homonymes, voir Węglewice.
Węglewice est une localité polonaise de la gmina de Galewice, située dans le powiat de Wieruszów en voïvodie de Łódź.